# Chamoisé boréal
Oeneis bore
Espèce
Le Chamoisé boréal ou Nordique à nervures blanches (Oeneis bore) est une espèce d'insectes lépidoptères (papillons) appartenant à la famille des Nymphalidae à la sous-famille des Satyrinae et au genre Oeneis.

## Dénomination
Elle a été nommée Oeneis bore par Johann Gottlob Schneider en 1792.
Synonymes : Papilio bore Schneider, 1792.

### Sous-espèces
- Oeneis bore bore
- Oeneis bore arasaguna Austaut, 1911 ;
- Oeneis bore edwardsi dos Passos, 1949 ;
- Oeneis bore fordi dos Passos, 1949 ;
- Oeneis bore gaspeensis dos Passos, 1949 ;
- Oeneis bore hanburyi Watkins, 1928 ;
- Oeneis bore mackinleyensis dos Passos, 1949 ;
- Oeneis bore pansa Christoph, 1893 ;
- Oeneis bore patrushevae Korshunov, 1985 ;
- Oeneis bore taygete Geyer, [1830] le White-veined Arctic qui pourrait être une espèce distincte[1].

### Noms vernaculaires
Le Chamoisé boréal se nomme Nordique à nervures blanches au Canada, Vidderingvinge en norvégien, Arctic Grayling en anglais et sa sous-espèce Oeneis bore taygete White-veined Arctic.

## Description
Le Chamoisé boréal est un petit papillon de couleur marron clair plus ou moins translucide.
Le revers des antérieures est semblable marron clair uni, celui des postérieures est de différents tons de marron formant une bande médiane plus foncée, et les nervures sont surlignées de blanc, en particulier chez les sous-espèces d'Amérique.

### Chenille
Elle est marron clair avec une ligne longitudinale marron sur le dos et des lignes marron foncé sur les côtés.

## Biologie

### Période de vol et hivernation
Le Chamoisé boréal vole en une génération entre mi-juin et fin juillet.
Le développement larvaire nécessite deux cycles saisonniers.

### Plantes hôtes
Sa plante hôte est Festuca ovina et au Canada Carex misandra, Festuca mibra, Festuca brachyphylla et Festuca vivipara,,.

## Écologie et distribution
Le Chamoisé boréal est un lépidoptère endémique de l'Arctique présent dans la Scandinavie arctique, l'Oural et la Sibérie polaires, la péninsule Choukote et le nord de l'Amérique du Nord, dans la toundra arctique de l'Alaska et du Canada et un isolat dans les montagnes rocheuses.

### Biotope
Elle réside dans les lieux herbus tourbeux.

### Protection
Pas de statut de protection particulier.